# Wanino
Wanino (russisch Ва́нино) ist eine Siedlung städtischen Typs in der Region Chabarowsk (Russland) mit 17.326 Einwohnern (Stand 1. Oktober 2021).

## Geographie
Die Siedlung städtischen Typs liegt etwa 630 km östlich der Regionshauptstadt Chabarowsk an der Wanin-Bucht des Tatarensundes, der Meerenge zwischen Japanischem Meer und Ochotskischem Meer.
Die Siedlung städtischen Typs Wanino ist der Region direkt unterstellt und seit 1973 Verwaltungszentrum des gleichnamigen Rajons.

## Geschichte
Am 23. Mai 1853 entdeckte Leutnant Nikolai Boschnjak im Rahmen der Expedition unter Leitung des späteren Admirals Gennadi Newelskoi an der Küste des Tatarensundes den aus mehreren Buchten bestehenden Naturhafen, an dessen Westufer heute die Siedlung städtischen Typs Wanino liegt. Während an der Südseite des Naturhafens ein Militärposten entstand, aus dem sich später die Siedlung Imperatorskaja Gawan und heutige Stadt Sowetskaja Gawan entwickelte, war die Westküste für ein weiteres knappes Jahrhundert nur von wenigen Ureinwohnern des Gebietes, Orotschen und Udehe, besiedelt.
1874 wurde das Gebiet während einer Expedition des Topographen Logwin Bolschew vermessen, der eine der Buchten des Naturhafens nach dem Expeditionsteilnehmer und Topographen Iakim Wanin benannte. Vom Namen der Bucht wurde der heutige Ortsname abgeleitet.
Während des Zweiten Weltkriegs wurde 1943 mit dem Bau einer Eisenbahnstrecke vom rechten Ufer des Amur gegenüber Komsomolsk am Amur zur Pazifikküste bei Sowetskaja Gawan begonnen. Etwa 30 Streckenkilometer vor dem Endpunkt wurde an der Wanin-Bucht mit der Errichtung eines Seehafens und einer zugehörigen Siedlung begonnen. Als Gründungstag von Hafen und Ort gilt der 18. Oktober 1943. 1944 nahm der Hafen den Betrieb auf, 1945 die Eisenbahnstrecke. Die Bedeutung des Hafens wuchs erheblich nach der Explosion des Dampfers Dalstroi mit 7000 Tonnen Ammonal und 400 Tonnen Trinitrotoluol im Hafen von Nachodka am 24. Juni 1946, durch welche die dortigen Hafenanlagen weitgehend zerstört wurden und die Güterströme nach Wanino umgeleitet werden mussten.
Während des Baus von Eisenbahnstrecke und Hafen sowie in der Folgezeit existierten in Wanino mehrere Strafgefangenenlager im System des Gulag: das WaninLag (Waninski ITL) und das Transitlager Wanino. Letzteres diente als Zwischenlager beim Transport von Häftlingen nach Magadan und in das Kolyma-Gebiet. Schätzungen gehen von bis zu zwei Millionen Gefangenen aus, die hier zwischen Eisenbahn und Schiffen wechselten. Die Lager von Wanino wurden unter anderem von Alexander Solschenizyn im Archipel Gulag und Warlam Schalamow in den Erzählungen aus Kolyma erwähnt. Bekannt wurde Wanino auch durch das Lied Waninski port (Der Hafen Wanino), die in den 1940er Jahren entstandene inoffizielle „Hymne“ der Kolyma-Häftlinge:

«Ja pomnju tot Waniniski port
I wid parochoda ugrjumy
Kak schli my po trapu na bort
W cholodnyje mratschnyje trjumy. […]»

„Ich erinnere mich an jenen Hafen Wanino
Und das finstere Aussehen des Dampfers
Wie wir über die Gangway an Bord gingen
In die kalten düsteren Laderäume. […]“

Wanino war zunächst Stadtteil von Sowetskaja Gawan, wurde jedoch am 5. Juni 1958 als Siedlung städtischen Typs selbständig. Partnerstadt des Ortes ist Ishikari an der Westküste der japanischen Insel Hokkaidō.
Ab Juli 2007 war Wanino in der engeren Wahl für Russlands zukünftigen Raketenstartplatz als Ersatz für das in Kasachstan liegende Kosmodrom Baikonur. Der Leiter der Raumfahrtbehörde Roskosmos, Anatoli Perminow, besuchte mit einer Delegation zuerst Swobodny, dann Wanino an der Pazifikküste. Die Wahl fiel im November 2007 letztendlich auf einen Neubau, der seither unter dem Namen Kosmodrom Wostotschny in der Nähe von Swobodny errichtet wird.

### Bevölkerungsentwicklung
| Jahr | Einwohner |
| ---- | --------- |
| 1959 | 11.957    |
| 1970 | 15.401    |
| 1979 | 19.178    |
| 1989 | 21.510    |
| 2002 | 19.180    |
| 2010 | 17.001    |
| 2021 | 17.326    |

Anmerkung: Volkszählungsdaten

## Wirtschaft und Infrastruktur
Hauptwirtschaftsfaktor ist der Tiefwasserhafen, der Schiffe bis 45.000 tdw aufnehmen kann. 2007 wurden knapp 6,5 Millionen Tonnen Güter umgeschlagen. Bis 2024 wird seine Umschlagkapazität um 45 Millionen Tonnen erweitert. Hauptgüter sind Holz, Erze und Schrott, Kohle und Container. 
Seit 1973 besteht eine Eisenbahnfährverbindung nach Cholmsk auf der Insel Sachalin, über welche die Sachalin-Eisenbahn an das gesamtrussische Streckennetz angebunden ist. Eine Auto- und Passagierfährverbindung besteht ebenfalls über Cholmsk in das japanische Otaru. Regelmäßige Schifffahrtsrouten führen nach Korsakow auf Sachalin, Magadan und Petropawlowsk-Kamtschatski sowie in das südkoreanische Busan. Im Winter wird der Hafen mit Eisbrechern eisfrei gehalten, in der Regel zwischen Januar und März.
Wanino liegt an der Eisenbahnstrecke von Komsomolsk am Amur nach Sowetskaja Gawan, die heute die östliche Verlängerung der Baikal-Amur-Magistrale darstellt.
Daneben spielt die Holzwirtschaft im Rajon eine gewisse Rolle.

## Persönlichkeiten
- Gennadi Zygankow (1947–2006), Eishockeyspieler und -trainer, Olympiasieger 1972 und 1976; geboren in Wanino